# Parachauliodes kawarayamanus
Parachauliodes kawarayamanus là một loài côn trùng trong họ Corydalidae thuộc bộ Megaloptera. Loài này được Okamoto miêu tả năm 1910.